# Chelypus lennoxae
Chelypus lennoxae är en spindeldjursart som beskrevs av Hewitt 1912. Chelypus lennoxae ingår i släktet Chelypus och familjen Hexisopodidae. Inga underarter finns listade i Catalogue of Life.